# Villamol
Villamol – gmina w Hiszpanii, w prowincji León, w Kastylii i León, o powierzchni 39,63 km². W 2011 roku gmina liczyła 182 mieszkańców.